# Дачный (Минский район)
Да́чный (бел. Да́чны) — посёлок в Минском районе Минской области Беларуси. В составе Михановичского сельсовета.

## География
Расположен от Минска в 16 км. Рядом автомобильная дорога Н-9531.
Ближайшие населённые пункты в 1 км Серафимово, в 2 км Мацевичи, Королищевичи, Гатово, Синило.

## История
18 августа 2017 года на территории Михановичского сельсовета Минского района Минской области образован посёлок и присвоено ему наименование на белорусском языке «Да'чны», на русском языке – «Да'чный». Посёлок Дачный отнесён к категории сельского населённого пункта.

## Население

### Численность
- 2019 год — 278 жителей

### Динамика
- 2019 год — 278 жителей (перепись населения).

## Улица
- Центральная

## Инфраструктура
- Детский сад
- Магазин